# 楊万里
楊 万里（よう ばんり、建炎元年9月22日（1127年10月29日）- 開禧2年5月8日（1206年6月15日））は、中国南宋の学者・詩人。字は廷秀、誠斎先生と号した。范成大・尤袤・陸游とともに南宋四大家の一人。

## 経歴
吉州吉水県の出身。紹興24年（1154年）に進士となり、張浚の宰相在任時に臨安府教授に任命され、ついで奉新知県となり治績をあげた。虞允文・陳俊卿が宰相となった時に国子博士に抜擢され、太常博士・吏部右侍郎・将作少監をへて、漳州知州・常州知州となり、淳熙元年（1174年）から東宮講官が欠員となると孝宗が侍講に抜擢した。そこで『東宮勧読禄』を上奏して帝王治国の要諦を説き、宰相の王淮に『淳熙薦士録』という書で提言して朱熹・袁枢など60人を登用させた。淳熙14年（1187年）に高宗が崩じ、孝宗は3年の喪に服すために徳寿宮に入り、太子に詔して庶務を議事堂に処理させようとしたところ、楊万里はこの措置に反対し、上疏して諫めたために孝宗の不興を買い、筠州知州へと左遷された。
光宗即位とともに秘書監となったが、江東転運副使となったときに、朝廷が江南に鉄銭を普及させようとした際にこれに反対して罷免される。寧宗即位の時にふたたび出仕して、宝文閣待制に進んだところで隠退する。韓侂冑が辺境で兵乱を起こしたことを聞き、憂いのあまり絶食して没する。光禄大夫を贈られ、文節と諡された。

## 学問・思想・詩
楊万里は張浚によって「正心誠意」の学を授けられ、その言葉に深く感じ書斎を誠斎と名づけ、誠斎先生と呼ばれた。その学風は史伝を多く引証し、六経に精しかった。つとに異民族に侵略された華北の回復を望み、君道・国務・治原など30カ条の文を作り「千慮策」として朝廷に献じたこともある。
詩人としても名声が高く、南宋の詩人としては陸游についで伝わる作が多い。陸游が晩年、韓侂冑に妥協したのに対し楊万里は節を曲げず、そのため「詩品の洗練されていることでは陸游がまさるが、人品を問うならば陸游は楊万里に遠くおよばない」と『四庫全書総目提要』は評している。その詩法は江西詩派の流れをくみ、黄庭堅風の詩を書いていたが、のちに自らその時期の詩を焼き捨てたという。唐詩を愛好し、観察発想が奇抜であり「才思健抜」と称せられた。宋詩のうちもっとも俗語を多用するという。その詩文はすべて、楊万里の長男が編纂した『誠斎集』133巻に収められている。

## 著作・詩集
- 『誠斎易伝』30巻
- 『心学論』
- 『庸言』
- 『江湖集』7巻
- 『荊渓集』5巻
- 『西帰集』2巻
- 『南海集』4巻
- 『朝天集』6巻
- 『朝天続集』4巻
- 『江西道院集』2巻
- 『江東集』5巻
- 『退休集』7巻
- 『誠斎詩話』

| 秋思       |                               |
| 平生畏長夏 | 平生 長夏を畏れ               |
| 一念願清秋 | 一念 清秋を願う               |
| 如何遇秋至 | 如何ぞ秋の至るに遇えば        |
| 不喜却成愁 | 喜ばずして却って愁いを成すや  |
| 書冊秋可讀 | 書冊は秋に読むべく            |
| 詩句秋可捜 | 詩句は秋に探すべし            |
| 永夜宜痛飲 | 永夜は痛飲に宜しく            |
| 曠野宜遠遊 | 曠野は遠遊に宜し              |
| 江南萬山川 | 江南の万山川                  |
| 一夕入寸眸 | 一夕 寸眸に入る               |
| 請辨雙行纏 | 請う 双行纏を辨（とと）のえん |
| 何處無一丘 | 何処にか一丘無からん          |